# Potomac (Illinois)
Potomac es una villa ubicada en el condado de Vermilion en el estado estadounidense de Illinois. En el Censo de 2010 tenía una población de 750 habitantes y una densidad poblacional de 595,84 personas por km².

## Geografía
Potomac se encuentra ubicada en las coordenadas 40°18′24″N 87°47′51″O / 40.30667, -87.79750. Según la Oficina del Censo de los Estados Unidos, Potomac tiene una superficie total de 1.26 km², de la cual 1.26 km² corresponden a tierra firme y (0%) 0 km² es agua.

## Demografía
Según el censo de 2010, había 750 personas residiendo en Potomac. La densidad de población era de 595,84 hab./km². De los 750 habitantes, Potomac estaba compuesto por el 96.8% blancos, el 0.67% eran afroamericanos, el 0.13% eran amerindios, el 0.27% eran asiáticos, el 0% eran isleños del Pacífico, el 0.93% eran de otras razas y el 1.2% pertenecían a dos o más razas. Del total de la población el 1.2% eran hispanos o latinos de cualquier raza.